# Lakeland terrier
Lakeland terrier[Nota] é uma raça de cães criada no norte da Grã-Bretanha para a proteção do gado do ataque de predadores. Cão vigoroso, tem um temperamento destemido e decidido, que o leva a ser agressivo com outros animais. No entanto, quando bem adestrado, torna-se em bom cão de guarda. Podendo atingir os 7,5 kg, é um animal pequeno que tem a pelagem dura e ondulada, eficiente no inverno e facilmente removível no verão.